# James Eastland
James Oliver Eastland (28 de noviembre de 1904 - 19 de febrero de 1986) fue un político estadounidense de Misisipi que sirvió en el Senado de los Estados Unidos como demócrata en 1941; y nuevamente desde 1943 hasta su renuncia el 27 de diciembre de 1978. Ha sido llamado la "voz del sur blanco" y el "padrino de la política de Misisipi".
Eastland era un defensor del supremacismo blanco y un Dixiecrat, era conocido como el símbolo de la resistencia del Sur profundo (Deep South) contra la integración racial, durante la era del Movimiento por los derechos civiles. Eastland a menudo hablaba de los ciudadanos afroestadounidenses y se refería a ellos como a miembros de una "raza inferior".
Hijo de un destacado abogado, político y sembrador de algodón, Eastland asistió a las escuelas locales del condado de Scott, Misisipi, y tomó cursos en varias universidades, incluyendo la Universidad de Misisipi, la Universidad de Vanderbilt y la Universidad de Alabama. Completó su educación legal estudiando en la oficina de su padre y fue admitido en el colegio de abogados en 1927. Eastland ejerció la abogacía en el Condado de Sunflower y se hizo cargo de la gestión de la plantación de algodón de su familia. Se involucró activamente en la política como demócrata y sirvió en la Cámara de Representantes de Misisipi, de 1928 a 1932.
En 1941, el senador Pat Harrison murió en el cargo, y el gobernador nombró a Eastland para llenar la vacante con la condición de que no se postulara más adelante en el año en la elección especial para completar el mandato. Eastland cumplió su palabra y sirvió de junio a septiembre. La elección especial fue ganada por el congresista Wall Doxey. En 1942, Eastland derrotó a Doxey en las primarias para la nominación demócrata en las elecciones para un mandato completo. Las primarias demócratas fueron entonces equivalentes a las elecciones, y Eastland regresó al Senado en enero de 1943. Fue reelegido cinco veces y sirvió hasta su renuncia en diciembre de 1978, días antes de finalizar su último mandato. Eastland avanzó a la presidencia del Comité Judicial del Senado y a la presidencia pro tempore del Senado. Eastland murió en 1986 y fue enterrado en el cementerio de Forest, en Forest, Misisipi.

## Primeros años
Eastland nació en Doddsville, en el delta del Misisipi, hijo de Woods Caperton Eastland, abogado y sembrador de algodón, y de Alma Teresa (Austin) Eastland. En 1905 se mudó con sus padres a Forest, la sede del condado de Scott, Misisipi. Su padre Woods Eastland participó activamente en la política del Partido Demócrata y fue fiscal de distrito. El hijo asistió a las escuelas públicas segregadas locales. Eastland asistió a la Universidad de Misisipi (1922-1924), a la Universidad de Vanderbilt (1925-1926) y a la Universidad de Alabama (1926-1927). Estudió derecho en la oficina de su padre, fue admitido en el colegio de abogados en 1927 y ejerció en el Condado de Sunflower. Fue activo en la política como demócrata, fue elegido para un mandato en la Cámara de Representantes de Misisipi y sirvió desde 1928 hasta 1932.

## Carrera
En la década de 1930, Eastland se hizo cargo de la gestión de la plantación del Condado de Sunflower de su familia; finalmente la amplió a casi 6000 acres (24,3 km²). Incluso después de entrar en la política, se consideraba en primer lugar un sembrador de algodón. Las plantaciones de algodón estaban adoptando la mecanización, pero todavía tenía muchos trabajadores afroamericanos en la plantación, la mayoría de los cuales trabajaban como aparceros.

## Carrera política
Eastland fue nombrado miembro del Senado de los Estados Unidos en 1941 por el Gobernador Paul B. Johnson Sr., tras la muerte del senador Pat Harrison. Johnson primero ofreció el nombramiento al padre de Eastland, quien se negó y sugirió a su hijo. Johnson nombró a James Eastland con la condición de que no se postularía para el cargo más adelante ese mismo año en la elección especial para llenar el escaño. Eastland cumplió su palabra, y la elección fue ganada por el congresista del 2.º Distrito Wall Doxey. 
En 1942, Eastland fue uno de los tres candidatos que desafiaron a Doxey por un término completo. Doxey contaba con el apoyo del presidente Franklin D. Roosevelt y del senador estadounidense de mayor rango de Misisipi, Theodore G. Bilbo, pero Eastland lo derrotó en las primarias demócratas. En ese momento, Misisipi era efectivamente un estado de partido único, dominado por los demócratas blancos conservadores desde el desamparo de los afroestadounidenses con la aprobación de la constitución estatal de 1890. El estado utilizó los impuestos electorales, las pruebas de alfabetización y las primarias para excluir a los afroestadounidenses del sistema político. Por lo tanto, ganar la nominación demócrata equivalía a una elección. 
Eastland regresó al Senado el 3 de enero de 1943. Roosevelt y Eastland desarrollaron una relación de trabajo que le permitió a Eastland oponerse a los programas del New Deal que eran impopulares en Misisipi, mientras que apoyó la agenda del Presidente en otros asuntos. Eastland fue eficaz en el desarrollo de ese tipo de acuerdo con los presidentes de ambos partidos durante su largo mandato en el Senado. Además, gracias a su antigüedad, obtuvo importantes inversiones federales en el estado, como la construcción de infraestructura, incluida la vía fluvial Tennessee-Tombigbee Waterway, y ayuda federal después de desastres como el huracán Camille. 
A principios de 1947 se produjo un esfuerzo renovado por parte de la administración Truman para promover los derechos civiles, con actividades como el discurso del Presidente Truman ante la Asociación Nacional para el Avance de las Personas de Color y el pronunciamiento de un discurso ante el Congreso enteramente dedicado al tema. Eastland, entre muchos otros sureños que vieron el respaldo de los derechos civiles de la administración como un ataque a su forma de vida, se dirigió al Senado una semana después del discurso de Truman sobre el asunto, diciendo que se esperaba que los sureños "permanecieran dóciles" a la luz de sus leyes y de la destrucción de su cultura "bajo la falsa apariencia de otro proyecto de ley de derechos civiles". Seis semanas antes de las elecciones presidenciales de 1948 en Estados Unidos, Eastland predijo la derrota del actual presidente Harry Truman, diciendo a una audiencia en Memphis, Tennessee, que votar por él era un desperdicio. Después de la victoria del presidente Truman en las elecciones mencionadas, Eastland "permaneció públicamente indomable".
En 1956, Eastland fue nombrado presidente del Comité Judicial del Senado, y ocupó este cargo hasta su retiro del Senado. Fue reelegido cinco veces. No enfrentó una oposición republicana sustantiva hasta 1966, cuando la política partidaria se estaba realineando después de la aprobación de la legislación de derechos civiles en 1964 y 1965. En 1966, el representante de primer año Prentiss Walker, el primer republicano en representar a Misisipi a nivel federal desde la Reconstrucción, se presentó contra Eastland. La campaña de Walker fue un esfuerzo de los primeros republicanos para atraer a los conservadores blancos a sus filas, porque la legislación de derechos civiles recientemente aprobada había permitido a los afroamericanos en el Sur comenzar a participar en el proceso político, y la mayoría de ellos se volvieron liberales en el Partido Demócrata. 
El expresidente estatal del Partido Republicano, Wirt Yerger, había considerado postularse contra Eastland, pero se retiró después de que Walker anunciara su candidatura. Walker corrió bien a la derecha de Eastland, acusándolo de no haber hecho lo suficiente para evitar que los jueces favorables a la integración fueran confirmados por el Senado. Como sucede a menudo cuando un representante de un mandato se presenta contra un senador o gobernador popular en ejercicio, Walker fue derrotado rotundamente. Años después, Yerger dijo que la decisión de Walker de renunciar a su escaño en la Cámara de Representantes después de un mandato por los caprichos de una carrera por el Senado contra Eastland fue "muy devastadora" para el crecimiento de los republicanos de Misisipi.
En febrero de 1960, el senador Kenneth B. Keating presentó una moción para reportar un proyecto de ley de derechos civiles respaldado por la administración de Eisenhower a la Comisión Judicial del Senado, Olin D. Johnston, objetando la moción con el argumento de que estaba fuera de lugar, ya que la comisión no tenía permiso para sesionar mientras se reunía el resto de la cámara del Senado. Eastland confirmó la objeción. Keating declaró que no fue reconocido por Eastland para solicitar que el proyecto de ley fuera llevado al Senado, Eastland disputando esto justo después y aconsejando a Keating que no repitiera el reclamo cuando llegara al pleno del Senado.
En septiembre de 1960, Eastland y Thomas Dodd dijeron que los funcionarios del Departamento de Estado despejaron el camino para que el régimen de Fidel Castro reinara en Cuba y que funcionarios de bajo rango habían informado mal a los estadounidenses sobre el clima político de Cuba con la ayuda de los medios de comunicación. El Secretario de Estado en funciones, Christian Herter, respondió a las reclamaciones diciendo que eran incorrectas o engañosas.
Eastland anunció su apoyo al procurador general adjunto de los Estados Unidos, Byron White, para reemplazar al jubilado Charles Evans Whittaker como juez asociado el 30 de marzo de 1962, cuando Eastland declaró que White sería un juez capaz. White asumió el cargo al mes siguiente. 
Eastland introdujo una enmienda que, según él, anularía la decisión de la Corte Suprema sobre la oración el 29 de junio de 1962.
En septiembre de 1963, el senador de Eastland, Stennis y Georgia, Richard Russell, anunció conjuntamente su oposición a la ratificación del tratado de prohibición de ensayos nucleares. La oposición fue vista como una mermada de las esperanzas de la administración Kennedy de ser recibida con un mínimo desacuerdo durante la comparecencia del tratado ante el Senado. 
En 1972, Eastland fue reelegido con el 58 por ciento de los votos en la contienda más reñida de su historia. Su oponente republicano, Gil Carmichael, un vendedor de automóviles de Meridian, probablemente fue ayudado por la aplastante reelección del presidente Richard Nixon en 49 estados, incluyendo la toma del 78 por ciento del voto popular de Misisipi. Sin embargo, Nixon había trabajado "debajo de la mesa" para apoyar a Eastland, un viejo amigo personal. Nixon y otros republicanos brindaron poco apoyo a Carmichael para evitar alienar a los demócratas sureños conservadores, que apoyaban cada vez más las posiciones republicanas en muchos asuntos nacionales. 
Los republicanos trabajaron para elegir a dos candidatos a la Cámara, Trent Lott y Thad Cochran, quienes más tarde se convirtieron en senadores influyentes de los Estados Unidos. Reconociendo que Nixon llevaría fácilmente a Misisipi, Eastland no apoyó al candidato presidencial demócrata, George McGovern de Dakota del Sur, que era considerado un liberal. Cuatro años después, Eastland apoyó la candidatura de su colega demócrata del sur Jimmy Carter de Georgia, en lugar de la del sucesor de Nixon, el presidente Gerald R. Ford. El exsecretario de prensa de Eastland, Larry Speakes, oriundo de Misisipi, fue portavoz de prensa de Gerald Ford y su compañero de fórmula, el senador estadounidense Robert J. Dole. 
Durante su último mandato en el Senado, Eastland sirvió como Presidente pro tempore del Senado, ya que fue el demócrata con más años de servicio en el Senado. 
En enero de 1970, después de que G. Harrold Carswell fuera acusado de albergar creencias sexistas y racistas, Eastland dijo a los periodistas que creía que ésta era la primera vez que un candidato al Tribunal Supremo era cuestionado por sus opiniones sobre los derechos legales de las mujeres. En abril, el Comité Judicial del Senado programó una votación para un plan que, de promulgarse, daría a cada estado un voto electoral para cada distrito del Congreso. Durante una reunión con los periodistas, Eastland expresó su opinión de que el Senado no aprobaría ninguna enmienda constitucional que reformara el sistema de elecciones presidenciales ese año. En noviembre, junto con sus compañeros sureños Strom Thurmond y Sam J. Ervin Jr, Eastland fue uno de los tres senadores que votaron en contra de un proyecto de ley de seguridad ocupacional que establecería una supervisión federal para supervisar las condiciones de trabajo. Más tarde ese mismo mes, después de que el presidente Nixon vetara una restricción en el gasto para las transmisiones políticas, el líder republicano Hugh Scott anunció que ofrecería reformas integrales de campaña al año siguiente y pidió a los senadores que se unieran a él para mantener el veto. Los miembros de ambos partidos coincidieron en que Eastland era uno de los ocho senadores que eran esenciales para apoyar la oposición demócrata al veto y, por lo tanto, marcar la diferencia al anularlo.
En abril de 1971, Eastland introdujo un paquete de seis proyectos de ley con el fin de ajustar la Ley de Seguridad Interna de 1950, además de colmar las lagunas observadas en diversas decisiones del Tribunal Supremo, y Eastland señaló que la versión propuesta de la Ley de Seguridad Interna daría más eficacia a la Junta de Control de Actividades Subversivas.
En octubre de 1971, después de que el presidente Richard Nixon nombrara a Lewis F. Powell y William Rehnquist para el Tribunal Supremo, Eastland anunció su intención de acelerar las audiencias de Rehnquist y Powell, al tiempo que admitió sus dudas de que las audiencias comenzarían la semana siguiente, dado que el Senado estaba en receso.
En octubre de 1974, Eastland fue uno de los cinco senadores que patrocinaron la legislación de Jesse Helms que permitía la oración en las escuelas públicas y le quitaba el tema a la Corte Suprema, la cual había dictaminado previamente en 1963 que la oración en las escuelas violaba la Primera Enmienda de la Constitución de los Estados Unidos mediante el establecimiento de una religión. 
En junio de 1976, Eastland se unió a una coalición de políticos demócratas que apoyaron al gobernador de Georgia Jimmy Carter para la presidencia. El New York Times evaluó a Stennis y a Eastland como conjuntamente "tratando de sacar a Mississippi para el Sr. Carter" en su primera campaña a favor de un demócrata nacional en décadas. 
El 18 de mayo de 1977, Eastland hizo una aparición conjunta con el presidente Jimmy Carter en el Jardín de Rosas en apoyo de la legislación extranjera propuesta para la vigilancia de la inteligencia. Eastland dijo que la legislación era "vitalmente necesaria en este país" y que estaba satisfecho con su apoyo bipartidista. 
Durante el verano de 1977, el Departamento de Justicia solicitó la ayuda de Eastland como parte de su esfuerzo por frustrar la "balcanización" de la autoridad judicial, Eastland y el procurador general Griffin Bell se movilizaron para bloquear seis medidas que, de haber sido promulgadas, habrían permitido que las agencias independientes acudieran a los tribunales bajo ciertas circunstancias en el caso de que el Departamento de Justicia no actuara en un caso 45 días después de haber sido remitido al departamento. 
En agosto de 1977, la administración Carter llegó a un plan de compromiso para detener el flujo de extranjeros ilegales hacia los Estados Unidos, Eastland, el procurador general Bell y el Secretario de Trabajo de los Estados Unidos, F. Ray Marshall, acordando sanciones civiles de hasta $1,000 por empleadores infractores. 
En septiembre de 1977, Eastland, de setenta y tres años de edad, fue considerado para la jubilación, conversaciones en las que Ted Kennedy asumió su cargo como Presidente del Comité Judicial del Senado. 
 En octubre de 1977, Eastland fue uno de varios senadores influyentes invitados a reunirse con el presidente Carter cuando este trató de obtener apoyo en el Senado para los tratados del Canal de Panamá. 

### Nixon renuncia
El 14 de febrero de 1974, el Fiscal Especial del Departamento de Justicia de los Estados Unidos, Leon Jaworski, escribió a Eastland quejándose de que el presidente Nixon se había negado a darle el material que necesitaba para su investigación en el caso Watergate, incluyendo 27 cintas relacionadas con el encubrimiento del caso Watergate, además de donaciones políticas de productores de leche y las actividades de la unidad de plomeros de la Casa Blanca. El contenido de la carta a Eastland fue revelado al público por Jaworski al mes siguiente. En mayo, el Comité Judicial de la Cámara de Representantes abrió audiencias de destitución contra el presidente Nixon después de la publicación de 1.200 páginas de transcripciones de conversaciones en la Casa Blanca entre él y sus ayudantes y la administración. Ese mes, el Comité Judicial del Senado aprobó una resolución de apoyo a Jaworski observando que estaba "actuando dentro del ámbito de la autoridad conferida a MT". El apoyo de Eastland a la resolución fue visto por los observadores como parte de un patrón en el que los partidarios de Nixon se volvieron en su contra a la luz del escándalo de Watergate. En agosto, la revista Newsweek publicó el nombre de Eastland como uno de los treinta y seis senadores que la Casa Blanca creía que apoyaría que el presidente Nixon permaneciera en el cargo en caso de un juicio político. El artículo mencionaba que la Casa Blanca creía que algunos de los partidarios eran temblorosos y que treinta y cuatro de ellos tendrían que permanecer firmes para anular una posible condena. A los pocos días de la publicación del artículo, el presidente Nixon anunció su renuncia ante un juicio casi seguro. 

### Presidente del Senado pro tempore
Eastland es el presidente pro tempore más reciente que ha servido durante una vacante en la Vicepresidencia. Lo hizo dos veces durante la tumultuosa década de 1970, primero de octubre a diciembre de 1973, después de la renuncia de Spiro Agnew hasta la toma de posesión de Gerald Ford como vicepresidente, y luego de agosto a diciembre de 1974, desde el momento en que Ford se convirtió en presidente hasta que Nelson Rockefeller juró como vicepresidente. Luego, Eastland fue segundo en la línea de sucesión presidencial, detrás del único Presidente de la Cámara Carl Albert. 

## Oposición a los derechos civiles
Eastland es conocido por haberse opuesto a la integración y al Movimiento Americano de Derechos Civiles, que se volvió cada vez más activo a mediados del siglo XX. 
Durante la Segunda Guerra Mundial, Eastland se opuso vocalmente y degradó el servicio de los soldados afroamericanos en la guerra. Incitó a protestas y comparaciones con el hitlerismo tras un discurso vitriólico en el Senado en julio de 1945, en el que se quejó de que el soldado negro era física, moral y mentalmente incapaz de servir en combate. Por el contrario, Eastland afirmaba que los "muchachos del Sur luchaban por mantener la supremacía blanca". 

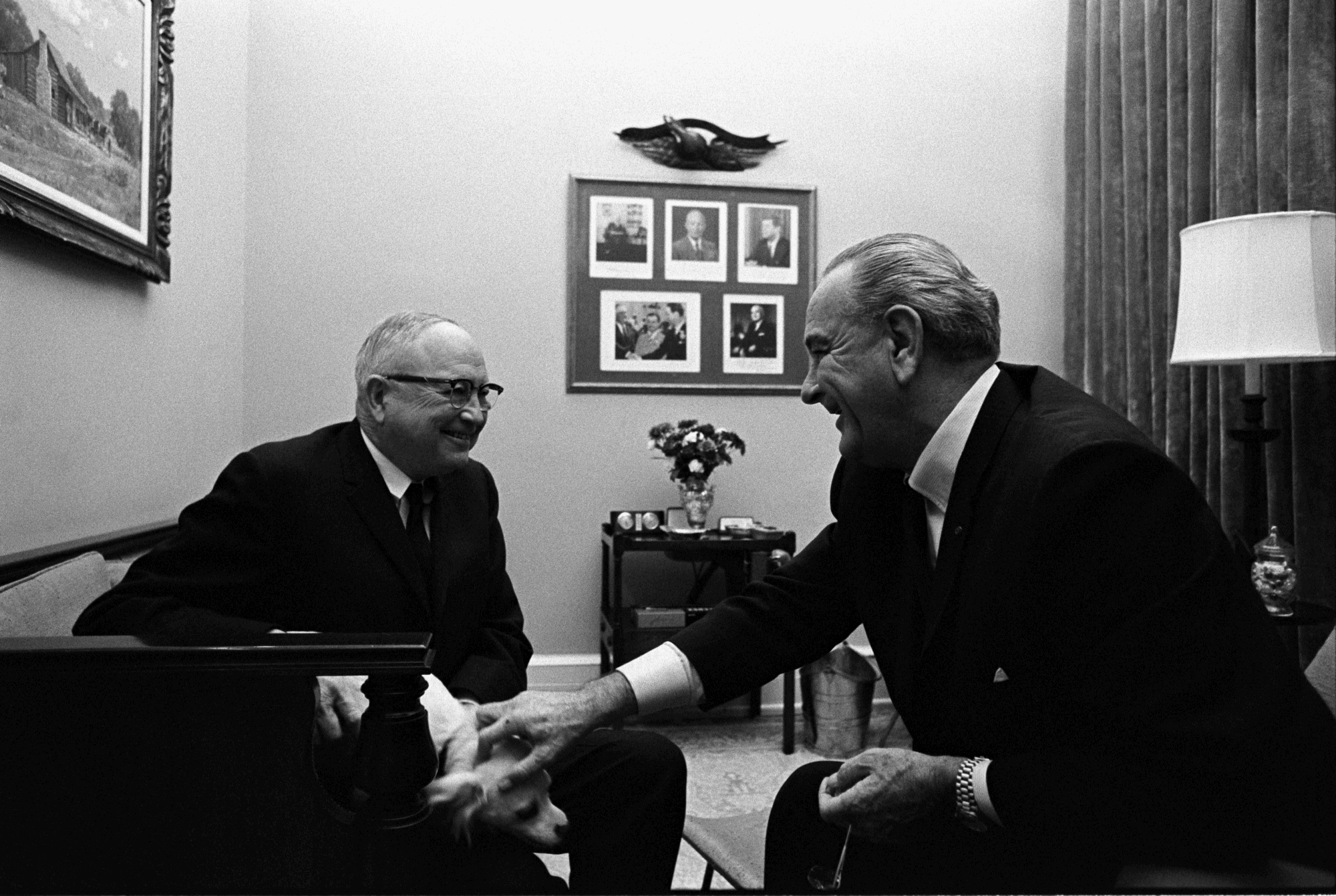
El senador Eastland con el presidente Lyndon B. Johnson en 1968.

Cuando la Corte Suprema emitió su decisión en el histórico caso Brown v. Board of Education of Topeka, Kansas 347 US 483 (1954), fallando que la segregación en las escuelas públicas era inconstitucional, Eastland, como la mayoría de los demócratas sureños, la denunció. En un discurso pronunciado en Senatobia, Misisipi, el 12 de agosto de 1955, anunció: 

On May 17, 1954, the Constitution of the United States was destroyed because of the Supreme Court's decision. You are not obliged to obey the decisions of any court which are plainly fraudulent sociological considerations.

Eastland se involucraría activamente con el Consejo de Ciudadanos Blancos, una organización que contaba con 60.000 miembros en todo el sur y que se llamaba "el nuevo Klan que impone el control del pensamiento mediante presiones económicas". 

Eastland testificó ante el Senado diez días después de la decisión de Brown: 
La institución sureña de la segregación racial o separación racial era la verdad correcta y evidente que surgió del caos y la confusión del período de la Reconstrucción. La separación promueve la armonía racial. Permite que cada raza siga sus propias metas y su propia civilización. La segregación no es discriminación.... Señor Presidente, es la ley de la naturaleza, es la ley de Dios, que toda raza tiene el derecho y el deber de perpetuarse a sí misma. Todos los hombres libres tienen el derecho de asociarse exclusivamente con miembros de su propia raza, libres de interferencia gubernamental, si así lo desean. 
Los trabajadores de derechos civiles Mickey Schwerner, James Chaney y Andrew Goodman desaparecieron en Misisipi el 21 de junio de 1964, durante los esfuerzos del Verano de Libertad para registrar a los votantes afroamericanos. Eastland intentó convencer al presidente Lyndon Johnson de que el incidente era un engaño y que no había ningún Ku Klux Klan en el estado. Sugirió que los tres se habían ido a Chicago: 
Johnson: Jim, tenemos tres niños desaparecidos ahí abajo. ¿Qué puedo hacer al respecto? Eastland: Bueno, no lo sé. No creo que haya... No creo que falten tres. Johnson: Tenemos a sus padres aquí abajo. Eastland: Creo que es un truco publicitario...
Johnson dijo una vez:
Jim Eastland podría estar parado justo en medio de la peor inundación de Mississippi jamás conocida, y diría que los negros la causaron, ayudados por los comunistas. 
Eastland, como la mayoría de sus colegas del sur, se opuso a la Ley de Derechos Civiles de 1964, que prohibía la segregación de los lugares e instalaciones públicos. Su aprobación hizo que muchos demócratas de Misisipi apoyaran la candidatura presidencial de Barry Goldwater ese año, pero Eastland no se opuso públicamente a la elección de Johnson. Cuatro años antes había apoyado silenciosamente la campaña presidencial de John F. Kennedy, pero Misisipi votó ese año a los electores no comprometidos. Aunque el senador republicano Barry Goldwater fue fuertemente derrotado por el titular Johnson, se llevó a Misisipi con el 87,14 por ciento del voto popular, lo que constituye la mejor presentación republicana de la historia en cualquier estado desde la fundación de ese partido. En 1964 casi todos los negros de Misisipi quedaron excluidos de la votación, por lo que la gigantesca victoria de Goldwater constituyó esencialmente el voto de la población blanca. 
Eastland a menudo estaba en desacuerdo con la política de Johnson sobre derechos civiles, pero mantuvieron una estrecha amistad basada en largos años juntos en el Senado. Johnson a menudo buscaba el apoyo y la orientación de Eastland en otras cuestiones, como el nombramiento de Abe Fortas en 1968 como Presidente del Tribunal Supremo. El Sur Sólido se le opuso. En la década de 1950, Johnson era uno de los tres senadores del Sur que no firmaron el Manifiesto del Sur de resistencia a Brown contra la Junta de Educación, pero Eastland y la mayoría de los senadores del Sur sí lo hicieron, prometiendo resistencia a la integración escolar. 
Contrariamente a la opinión popular, Eastland no utilizó el nombramiento de Harold Cox a una judicatura federal como una ventaja contra el nombramiento de Thurgood Marshall a la Corte Suprema por parte de John F. Kennedy. Cox fue nominado por Kennedy más de un año antes de que Marshall viniera a consideración, y su nominación fue el resultado de una conversación personal entre Cox y Kennedy. El presidente, sin querer molestar al poderoso presidente del Comité Judicial, generalmente accedió a las peticiones de Eastland sobre confirmaciones judiciales en Misisipi, lo que resultó en que los segregacionistas blancos dominaran el control de los tribunales federales en el estado. 
Eastland, junto con los senadores Robert Byrd, John McClellan, Olin D. Johnston, Sam Ervin y Strom Thurmond, hicieron intentos infructuosos de bloquear la confirmación de Thurgood Marshall, un afroestadounidense, ante el Tribunal Federal de Apelaciones y el Tribunal Supremo de Estados Unidos. 
Cuando consideró la posibilidad de postularse para la reelección en 1978, Eastland buscó el apoyo negro de Aaron Henry, líder de los derechos civiles y presidente de la National Association for the Advancement of Colored People (Asociación Nacional para el Avance de las Personas de Color). Henry le dijo a Eastland que le sería difícil ganarse el apoyo de los votantes negros dada su "filosofía de siervo maestro con respecto a los negros". En parte debido a la candidatura independiente de Charles Evers desviando los votos del candidato demócrata, el representante republicano del 4.º Distrito Thad Cochran ganó la carrera para suceder a Eastland. Eastland renunció dos días después de Navidad para ayudar a Cochran en su antigüedad. Después de su jubilación, siguió siendo amigo de Aaron Henry y envió contribuciones a la NAACP, pero dijo que "no se arrepintió de nada" en su carrera pública. 

## Anticomunismo
Eastland formó parte de un subcomité en la década de 1950 que investigaba al Partido Comunista en los Estados Unidos. Como presidente del Subcomité de Seguridad Interna, citó a algunos empleados del New York Times para que testificaran sobre sus actividades. El periódico estaba tomando una posición firme en su página editorial de que Misisipi debía adherirse a la decisión Brown, y afirmó que Eastland los estaba persiguiendo por ese motivo. El Times dijo en su editorial del 5 de enero de 1956: 
Nuestra fe es fuerte en que mucho después de que el Senador Eastland y su actual subcomité se hayan ido, mucho después de que la segregación haya perdido su batalla final en el Sur, mucho después de que todo lo que se conocía como McCarthyism sea un recuerdo tenue e inoportuno, mucho después de que el último comité del Congreso haya aprendido que no puede manipular con éxito una prensa libre, el New York Times hablará en nombre de los que lo hacen y sólo de los que lo hacen, y que hablará sin miedo ni favoritismos, de la verdad tal como la ven. 
Posteriormente, Eastland permitió que la subcomisión quedara inactiva a medida que se disipaban los temores comunistas. 

## Relación con el FBI

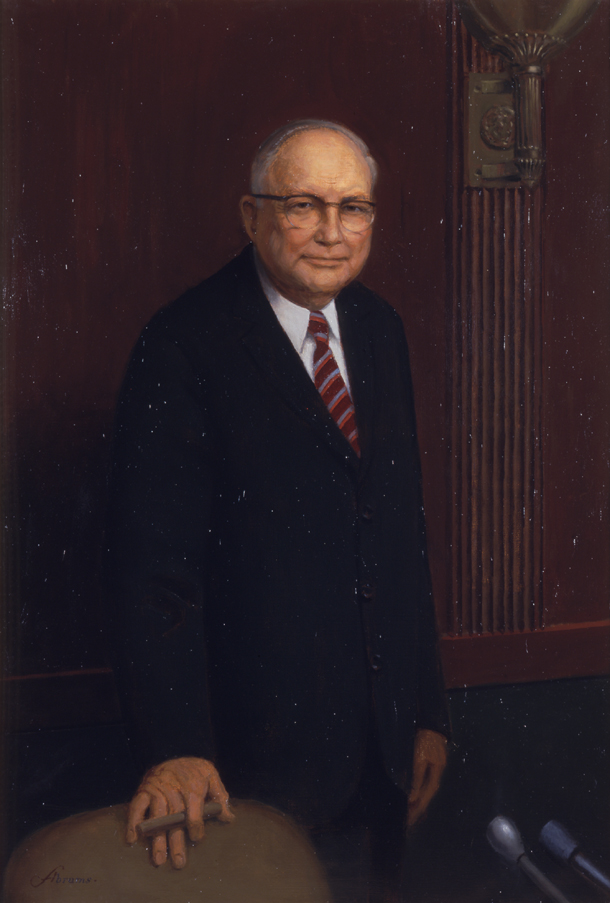
Retrato oficial del senador James Eastland en el Senado de EE. UU.

Eastland apoyaba incondicionalmente al director del FBI, J. Edgar Hoover, y compartía información de inteligencia con el FBI, incluyendo filtraciones del Departamento de Estado. Una investigación iniciada por el procurador general Robert F. Kennedy y ejecutada por el exagente del FBI Walter Sheridan rastreó algunas de las revelaciones no autorizadas a Otto Otepka de la Oficina de Seguridad del Departamento de Estado. 
Hoover recibió información de que Eastland estaba entre los miembros del Congreso que habían recibido dinero y favores de Rafael Trujillo, dictador de la República Dominicana. Eastland lo defendía regularmente del Senado. Hoover se negó a perseguir a Eastland por cargos de corrupción. 

## Marihuana
En 1974, Eastland dirigió las audiencias de la subcomisión del Congreso sobre la marihuana, cuyo informe concluyó: 
.... cinco años de investigación han proporcionado pruebas sólidas que, si se corroboran, sugerirían que la marihuana en sus diversas formas es mucho más peligrosa de lo que se sospechaba originalmente. 

## Años posteriores
En sus últimos años en el Senado, Eastland fue reconocido por la mayoría de los senadores como alguien que sabía cómo ejercer los poderes legislativos que había acumulado. Muchos senadores, incluidos los liberales que se oponían a muchas de sus posiciones conservadoras, reconocieron la imparcialidad con la que presidía el Comité Judicial, compartiendo el personal y la autoridad que los presidentes de otros comités tenían celosamente para sí mismos. Mantuvo lazos personales con demócratas liberales como Ted Kennedy, Walter Mondale, Joe Biden y Phil Hart, a pesar de que no estaban de acuerdo en muchos temas. Después del retiro de Johnson de la Casa Blanca, Eastland visitó con frecuencia a Johnson en su rancho de Texas. 
Eastland murió el 19 de febrero de 1986. La biblioteca jurídica de Ole Miss fue nombrada en su honor, lo que dio lugar a una controversia en Misisipi debido a su oposición a los derechos civiles. La Universidad se benefició financieramente de los muchos amigos y partidarios de Eastland, como lo ha hecho con otras figuras políticas de la época de Eastland. En 2012, la biblioteca de leyes fue rebautizada en honor al exitoso autor, activista y ex legislador estatal John Grisham, quien había obtenido su título de abogado allí. 

## Representación en la cultura popular
Eastland fue representado por el actor Jeff Doucette en la película de HBO de 2016 All the Way.